# Papantla
Papantla è una municipalità dello stato di Veracruz, nel Messico centrale, il cui capoluogo è la località di Papantla de Olarte.
Conta 158.599 abitanti (2010) e ha una estensione di 1.458,50 km². 	 		
Il nome della località nella lingua indigena significa luna nuova.

## Monumenti e luoghi di interesse

### El Tajín
Sito archeologico precolombiano.